# توماس برادي
توماس برادي (بالإنجليزية: Thomas Brady)‏ هو سياسي أمريكي، ولد في سبتمبر 1850 في مقاطعة ميث في جمهورية أيرلندا، وتوفي في 13 مارس 1928 في الولايات المتحدة. انتخب Mayor of Bayonne, New Jersey ‏.